# Pankratiuskirche (Gmünd)
Koordinaten: 46° 54′ 23,3″ N, 13° 32′ 10,2″ O
St. Pankratius ist ein profaniertes Kirchgebäude in Gmünd in Kärnten und die ehemalige Stadtpfarrkirche.
Die Kirche steht, in die Gmünder Stadtmauer eingebunden, neben dem Südtor (Pankratiustor) und war dem heiligen Pankratius geweiht. Schon 1286 wurde an der Kirche gebaut, 1452 erfolgte der Zubau eines dreijochigen Schiffs. 1792 wurde die Kirche bei einem Brand schwer beschädigt und danach an den Postmeister Michael Platzer verkauft, der sie als Postkutschenschuppen und Stall verwendete. Die Stadtpfarre wurde in die Mariae-Himmelfahrtskirche auf der gegenüberliegenden Stadtseite verlegt. Heute sind vom ursprünglichen Bau noch der Chor mit 5/8-Schluss und Sternrippengewölbe, das dreijochige Langhaus von 1452 mit Kreuzrippengewölbe über eingezogenen Strebepfeilern und vom ältesten Bau die Rundfenster in der Südwand vorhanden. Um 1990 unternahm die Evangelische Pfarrgemeinde A. B. Dornbach einen Versuch, das Gebäude als Bethaus herzurichten, entschied sich schließlich jedoch zum Bau der Dreieinigkeitskirche.

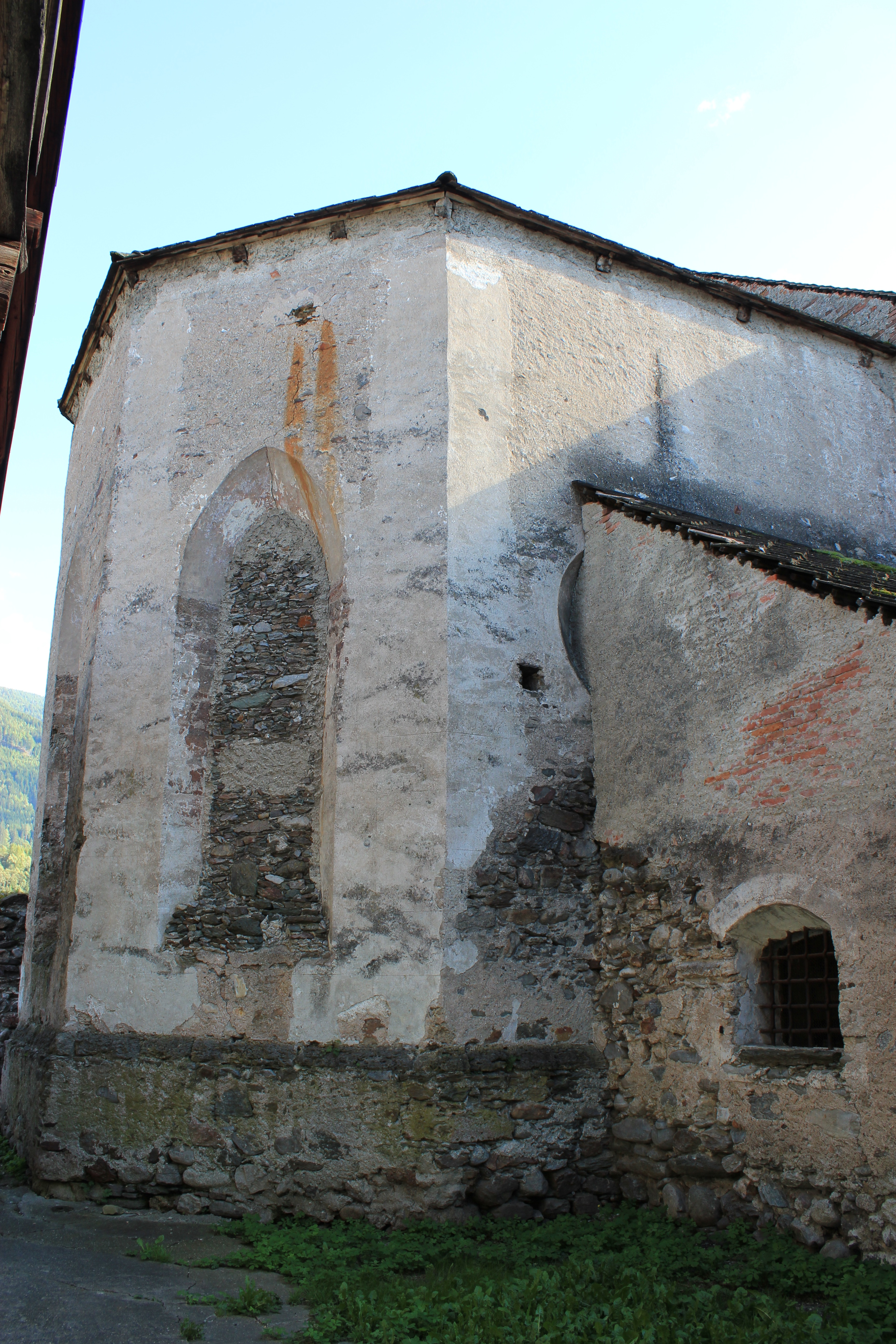
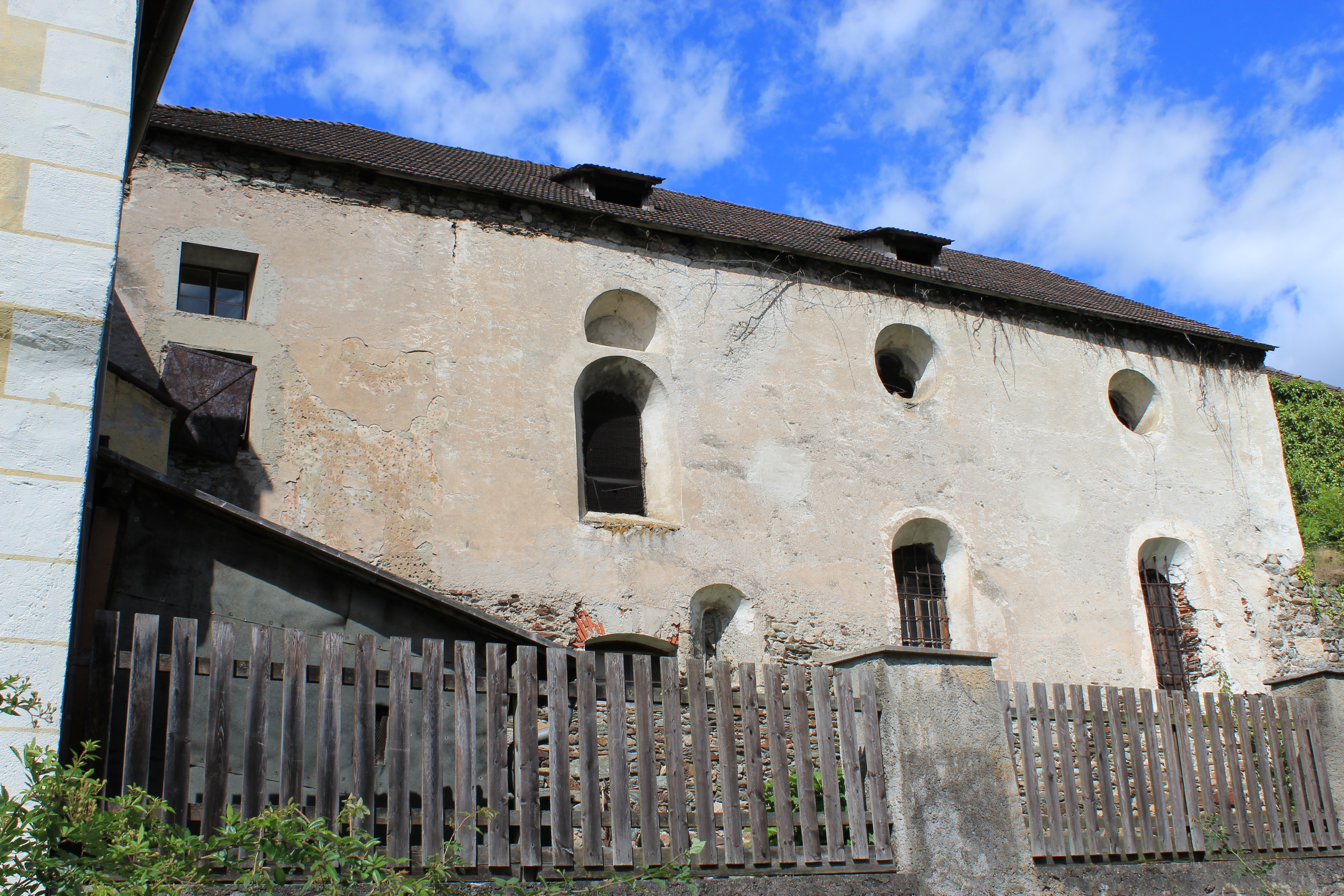
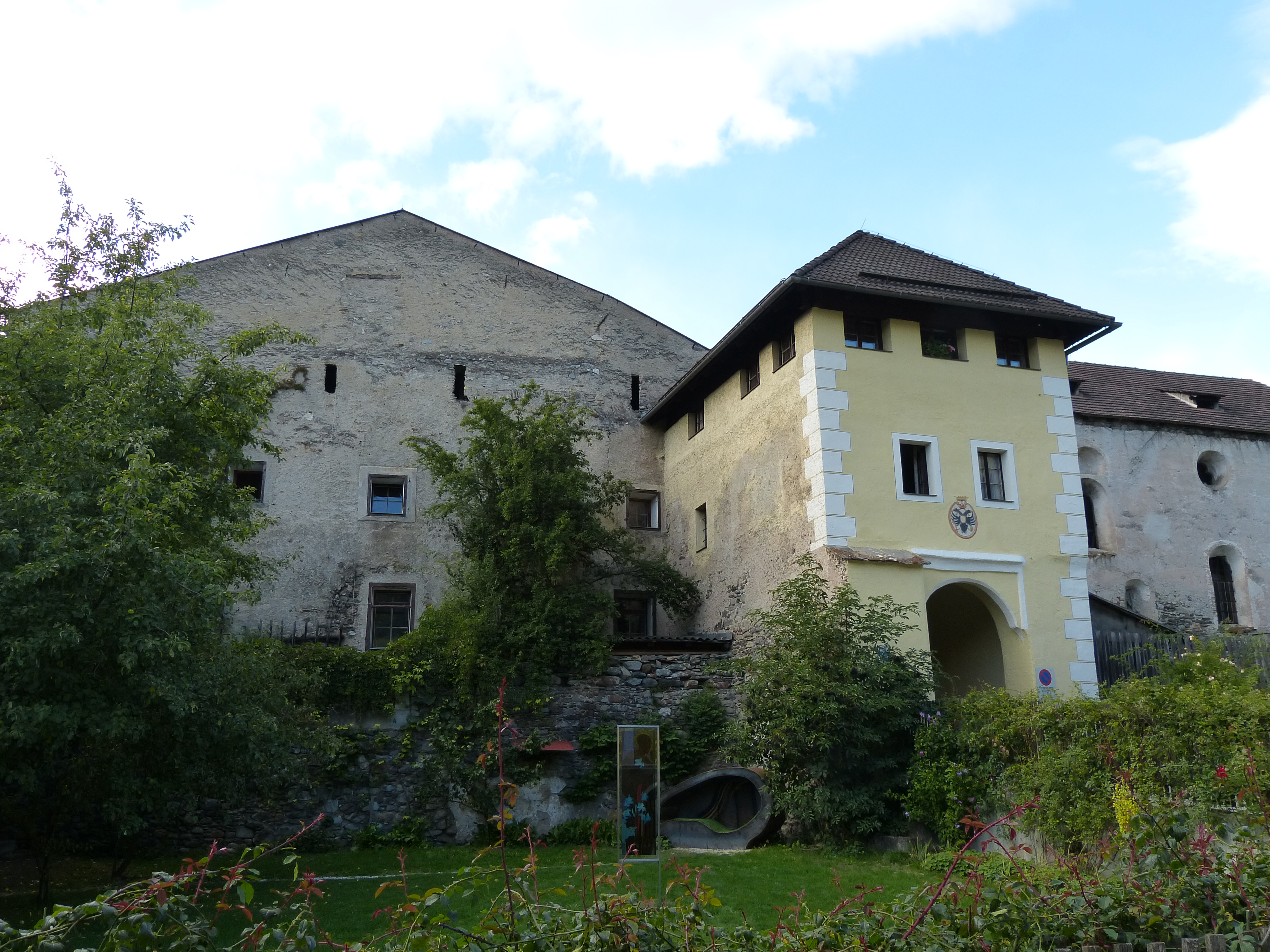
Pankratiustor; Kirche rechts
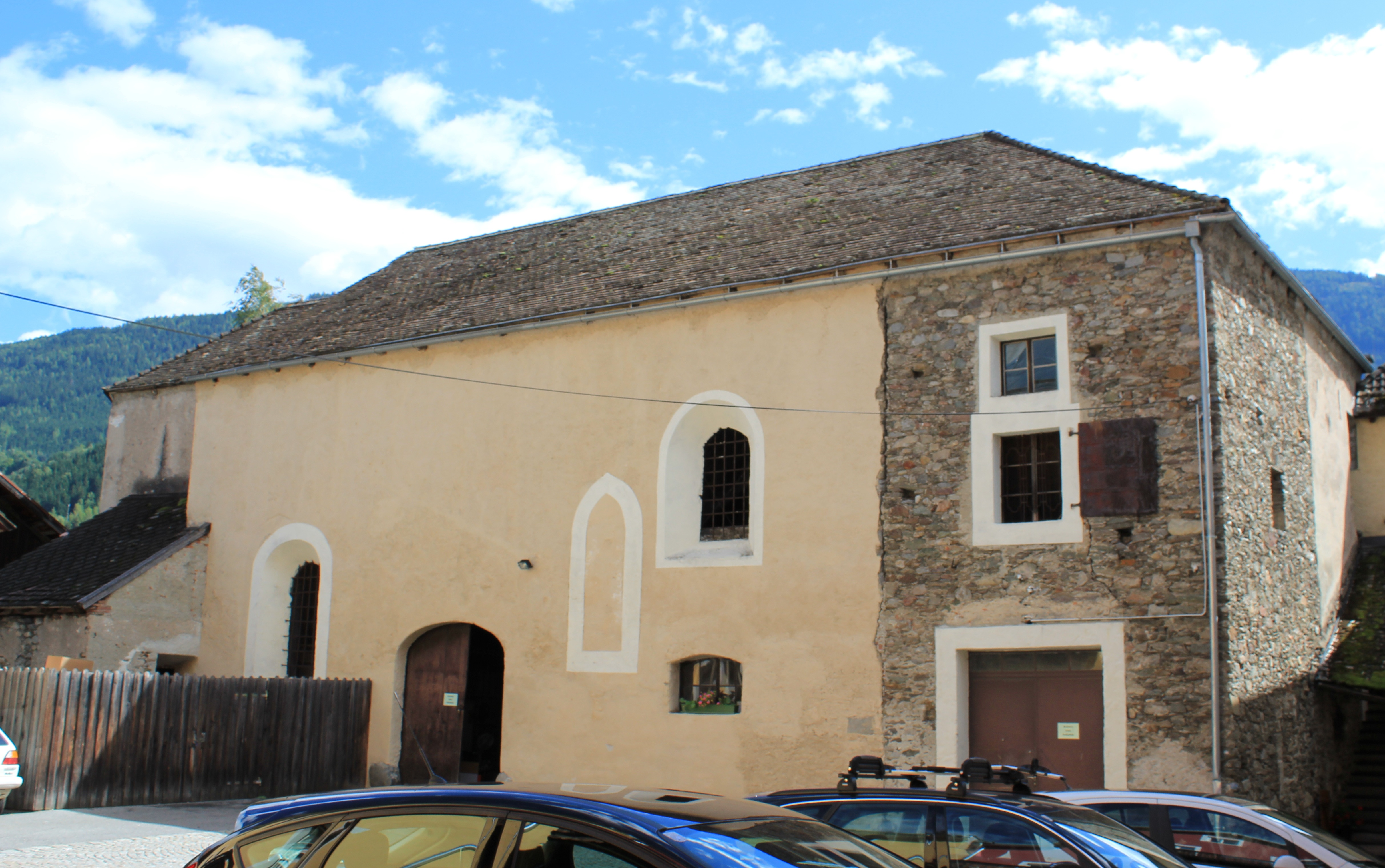
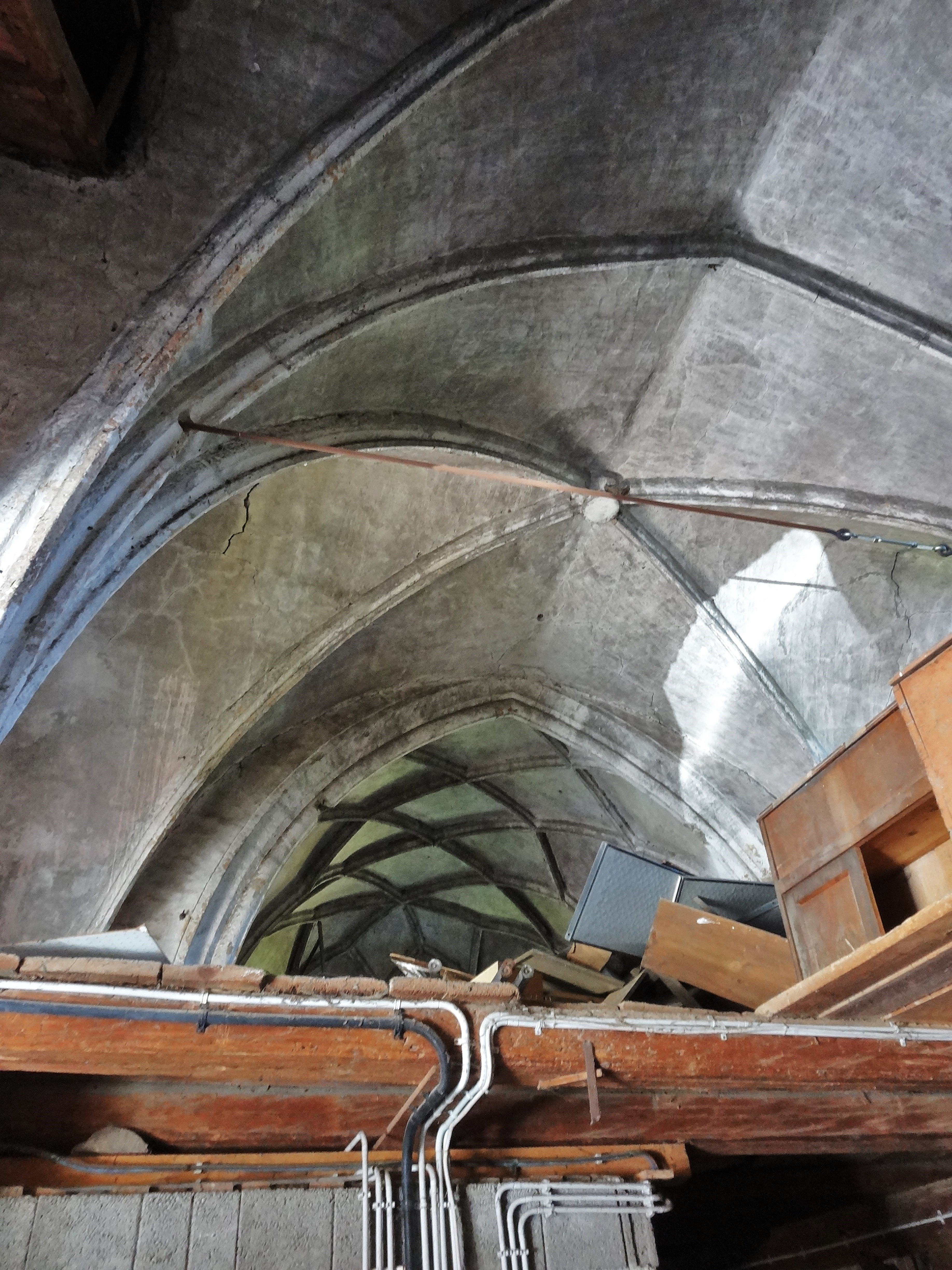
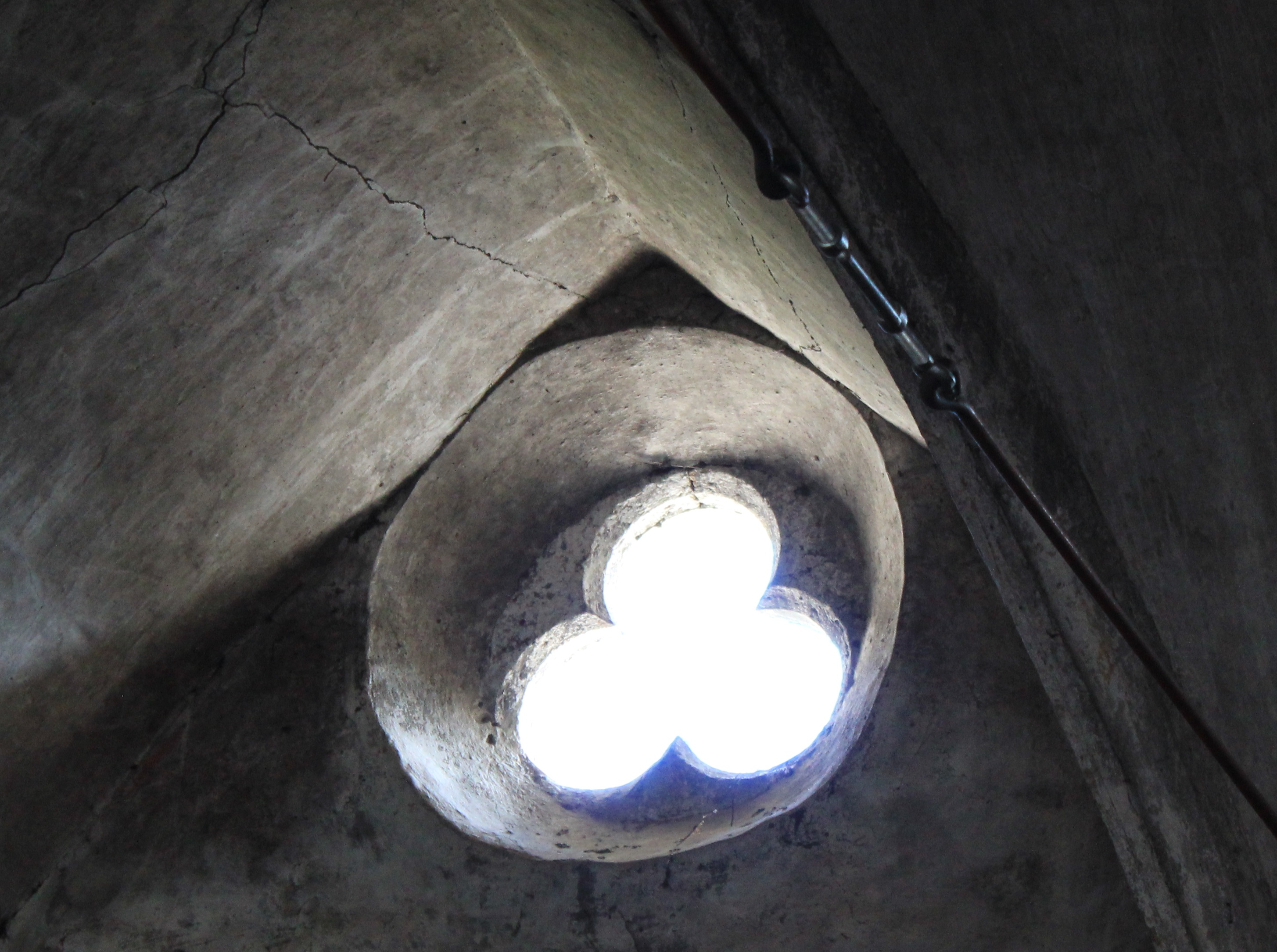

## Belege
1. ↑  Dehio-Handbuch. Die Kunstdenkmäler Österreichs. Kärnten. Anton Schroll, Wien 2001, ISBN 3-7031-0712-X, S. 205.
2. ↑  200 JAHRE EVANGELISCHE PFARRGEMEINDE A.B. DORNBACH. In: sd0de851ea511600d.jimcontent.com. Abgerufen am 30. April 2021.